# Badara (ort)
Badara (armeniska: Բադարա) eller Patara (armeniska: Պատարա), historiskt känd som Ptretsik (armeniska: Պտրեցիկ), är en ort i Azerbajdzjan.   Den ligger i distriktet Xocalı Rayonu, i den centrala delen av landet, 280 kilometer väster om huvudstaden Baku. Badara ligger 891 meter över havet och antalet invånare är 849.
Terrängen runt Badara är huvudsakligen kuperad, men åt sydväst är den bergig. Närmaste större samhälle är Stepanakert, 14,1 kilometer sydost om Badara. 
Omgivningarna runt Badara är en mosaik av jordbruksmark och naturlig växtlighet. Runt Badara är det ganska tätbefolkat, med 160 invånare per kvadratkilometer.